# Ільницький Назар Зеновійович
Назар Зеновійович Ільницький — український військовослужбовець, майор Збройних сил України, учасник російсько-української війни.

## Життєпис
Закінчив історичний та юридичний факультети Львівського національного університету імені Івана Франка.
Від 2015 — на фронті. Служив у 80-й окремій десантно-штурмовій бригаді, нині — начальник служби зв'язків з громадськістю 24-ї окремої механізованої бригади оперативного командування «Захід» Збройних Сил України.

## Нагороди
- орден «За заслуги» III ступеня (2018) — за вагомий особистий внесок у розвиток вітчизняної журналістики, багаторічну сумлінну працю та високу професійну майстерність[1].

## Військові звання
- майор (станом на 2022);
- старший лейтенант.